# Design de iluminação
Design de iluminação é a área do design que se ocupa do projeto do uso da luz interna e externa dos ambientes, com fontes naturais e artificiais.
Pode ser atribuída também à profissão Designer de Iluminação, cujo trabalho consiste em planejar e esquematizar a iluminação de residências, jardins, grandes construções, eventos, shows. 
Alguns itens muito comuns no Brasil para o Designer de Iluminação são: plafon (de teto), arandela (de parede), pendente (de teto), lustre (de teto), embutido (de teto, parede, chão), espeto ou projetor (de chão, utilizado muitas vezes na grama), abajur (de mesa), coluna (de chão). Os materiais mais comuns nesses itens são chapa de alumínio (muitas vezes polido para oferecer maior brilho a peça), vidro (podendo ser temperado, fosco, leitoso), cristais, madeira, tecido.
Para o profissional de Designer de Iluminação uma ferramenta chamada mesa de luz ou Painel de Luzes, é necessário prioritariamente para planejar eventos e shows. Para o profissional denominado Light Designer, mais especializado em projetos de iluminação residencial, muitas vezes pessoa entendida de arquitetura ou de decoração de interiores, uma ferramenta chamada luxímetro é importante afim de analisar e fornecer luz suficiente e confortável para o uso no espaço.  
Diversos tipos de lâmpadas podem ser utilizadas, conforme a finalidade podem ser utilizadas lâmpadas halógenas, dicróicas (par20, par30, par38), tubulares, compactas. As mais usuáis hoje são de led (diodo emissor de luz).